# EC3 (catch)
Pour les articles homonymes, voir Hunter et Carter.
Ethan Carter III ou EC3 (né Michael Hutter le 18 mars 1983 à Willoughby), est un catcheur (lutteur professionnel) américain. Il travaille actuellement à la National Wrestling Alliance, sous le nom d'EC3.
Il est principalement connu pour son travail à la World Wrestling Entertainment et à la Total Nonstop Action Wrestling.
Il commence sa carrière dans des petites fédérations principalement dans l'Ohio avant d'être engagé par la WWE en 2008.
Il rejoint la Florida Championship Wrestling (FCW), le club-école de la WWE, où il lutte sous le nom de Derrick Bateman. Il y devient champion par équipe de Floride de la FCW avec Johnny Curtis. Il participe aussi à la saison 4 de NXT avant d'être désigné vainqueur de la saison de NXT Redemption. La WWE met fin à son contrat en 2013. Il fait son retour à la WWE en 2018.
Il rejoint la Total Nonstop Action Wrestling / Impact Wrestling à l'automne 2013 où il incarne Ethan Carter III, le neveu de Dixie Carter. Il quitte la fédération en 2018 après y avoir remporté à deux reprises le championnat mondial de la TNA et le Impact Grand Championship.

## Jeunesse
Hutter grandit à Willoughby et est fan de catch notamment d'Hulk Hogan et de l'Ultimate Warrior,.

## Carrière

### Débuts dans le circuit indépendant nord américain (2002-2008)
Hutter s'entraine auprès de J-Rocc et participe à son premier spectacle de catch en 2002 sur un parking de Cleveland,. Au cours d'un spectacle de catch, il rencontre Tommy Dreamer qui organise une session d'entrainement en marge de cette soirée. Dreamer trouve Hutter doué et accepte de faire jouer ses contacts à la World Wrestling Entertainment (WWE). Il obtient un match à la WWE le 24 juillet 2006 où il fait équipe avec Chris Cronus ; ils le perdent, face à Charlie Haas et Viscera.

### World Wrestling Entertainment (2009-2013)

#### Florida Championship Wrestling (2009-2012)

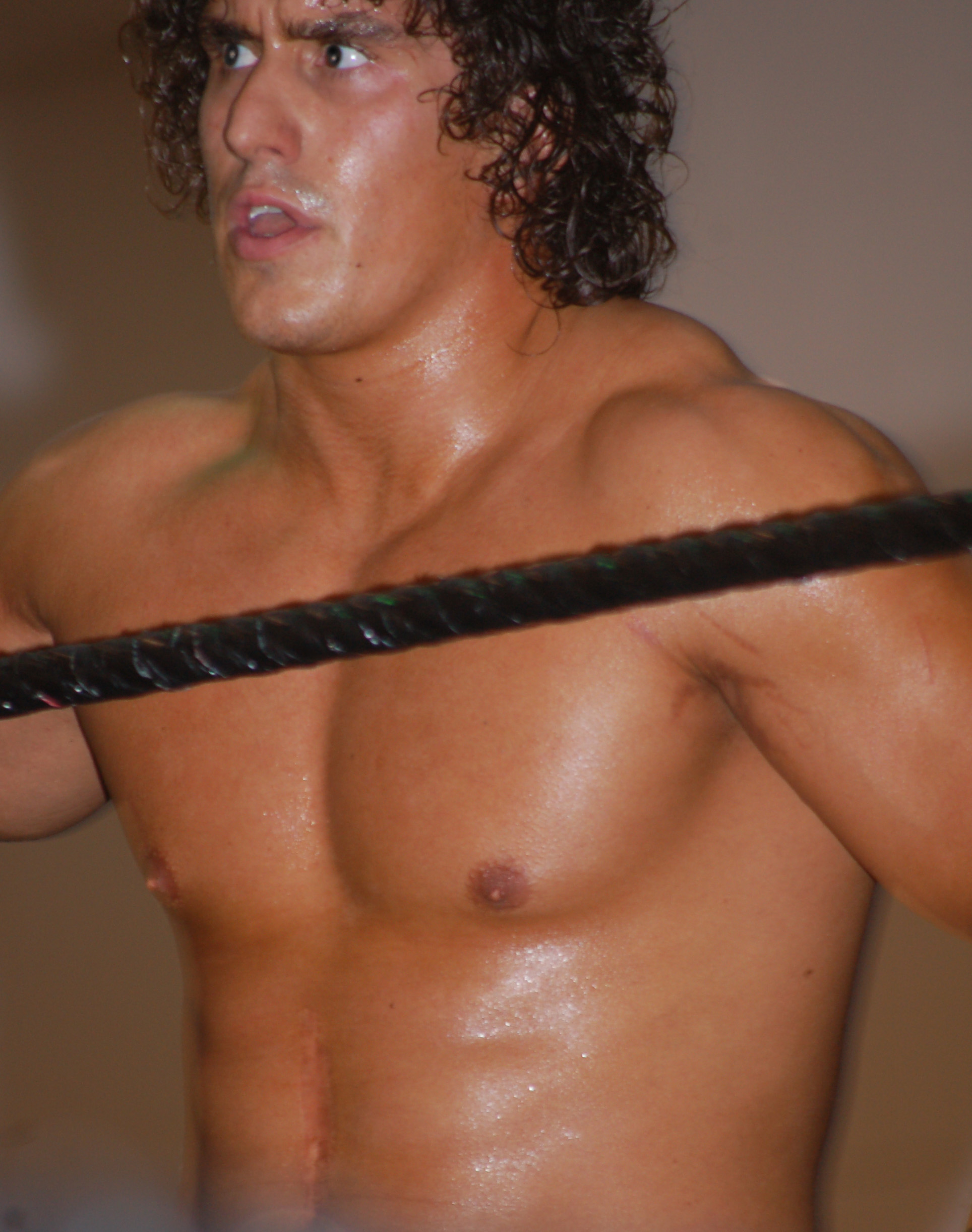
Michael Hutter à la FCW.

En 2008, Hutter participe à un camp d'entrainement à la Florida Championship Wrestling (FCW), le club-école de la World Wrestling Entertainment (WWE). À la suite de ces sessions d'entrainement, il signe un contrat avec la WWE en janvier 2009. Il change de nom de ring pour se faire appeler Derrick Bateman.
Il apparaît pour la première fois à la FCW au cours de l'enregistrement de l'émission du 1er mars où il perd un combat face à Drew McIntyre.
Le 12 août 2010, il remporte le championnat par équipes de Floride de la FCW avec Johnny Curtis après leur victoire face à Brodus Clay et Donny Marlow et Epico et Hunico. Leur règne prend fin le 4 novembre après leur défaite face à Wes Brisco et Xavier Woods dans un match à trois équipes comprenant aussi Brodus Clay et Jackson Andrews.

#### NXT Saison 4 (2010-2011)
Le 30 novembre au cours de la finale de la saison 3 de NXT, la WWE annonce que Bateman va participer à la quatrième saison avec Daniel Bryan comme mentor. Il fait ses débuts dans le ring à NXT, le 7 décembre, en faisant équipe avec Daniel Bryan, mais ils perdent face à Conor O'Brian et Alberto Del Rio . Il finira troisième de la saison.

#### NXT Redemption et départ (2011-2012)
Lors de NXT du 28 juin 2011, après l'élimination de Conor O'Brian, il fait son retour pour la 5e saison, baptisée NXT Redemption avec, toujours comme pro, Daniel Bryan. Il ressort par la suite vainqueur de la saison.
Il fait ses débuts le 4 mai 2012 à WWE SmackDown face à Ryback et perd. 
Il est licencié le 17 mai 2013 par la WWE.

### Retour sur le circuit indépendant (2013)
Il fait son retour sur le circuit indépendant le 30 juin, lors de AIW Absolution VIII, en battant Tim Donst. Il a également travaillé pour la Florida Underground Wrestling en mai 2013.
Le 9 avril 2016, lors de HOG Stronger Than Ever, il bat Smiley et remporte le HOG World Heavyweight Championship.
En mai 2016, il fait ses débuts a la Evolve Wrestling lors du show Evolve 61 en attaquant Johnny Gargano lors du match de ce dernier contre le TNA World Heavyweight Champion Drew Galloway dans le main event du show.

### Total Nonstop Action Wrestling (2013-2018)

#### Débuts à la TNA (2013-2015)

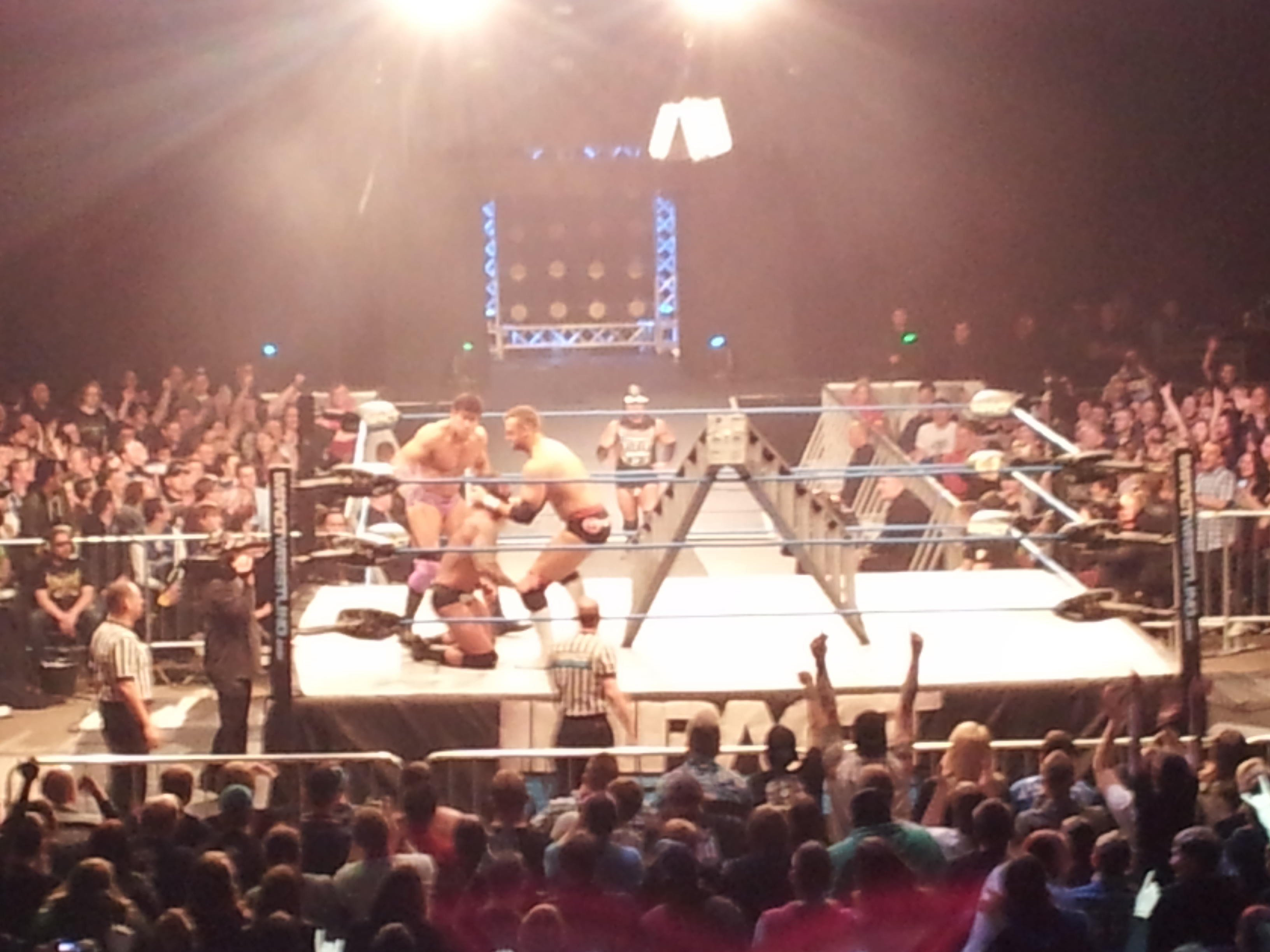
Ethan Carter III lors d'un show en Angleterre en 2014.

Il fait ses débuts à Bound for Glory en gagnant contre Norv Fernum.
Lors de Turning Point (2013), il bat Shark Boy.
Lors de Genesis partie 1, il gagne contre Sting.
Lors de Slammiversary XII, il bat Bully Ray dans un Texas Death match.
Dans le cadre d'une relation de travail entre la Wrestle-1 et la TNA, il fait ses débuts à la Wrestle-1 le 6 juillet où lui et Rockstar Spud perdent un Tag Team Match contre Tajiri et Yusuke Kodama,. 
Lors de Bound for Glory (2014), il bat Ryota Hama.
Lors de Slammiversary 2015, lui & Tyrus battent Lashley et Mr. Anderson.

#### Double World Heavyweight Champion (2015-2016)
Lors de Impact Wrestling du 1er juillet 2015, il bat Kurt Angle et remporte le TNA World Heavyweight Championship. Lors de No Surrender 2015, il conserve son titre contre Matt Hardy dans un Full Metal Mayhem Match. Lors de Turning Point 2015, il conserve son titre contre le TNA King Of The Mountain Champion PJ Black. Lors de Bound for Glory, il perd son titre face à Matt Hardy dans un Triple Threat Match qui incluait également Drew Galloway. Le 5 janvier 2016 à Impact Wrestling, il bat Matt Hardy pour remporter une nouvelle fois le championnat du monde poids lourds de la TNA en finale du TNA World Title Series.

#### Face Turnet Course au World Heavyweight Championship (2016-2017)
Le 19 janvier 2016, il perd le titre contre Matt Hardy dans un Last Man Standing Match et effectue un Face Turn, à la suite de son comportement durant le match et à une attaque de Tyrus envers lui.
Lors de Slammiversary 2016, il bat Mike Bennett.
Lors de Bound for Glory 2016, il perd contre Lashley et ne remporte pas le TNA World Heavyweight Championship.
Lors de One Night Only: Live 2, il perd contre Eddie Edwards et ne remporte pas le TNA World Heavyweight Championship.

#### Rivalité avec James Storm, Impact Grand Champion et renvoi (2017-2018)

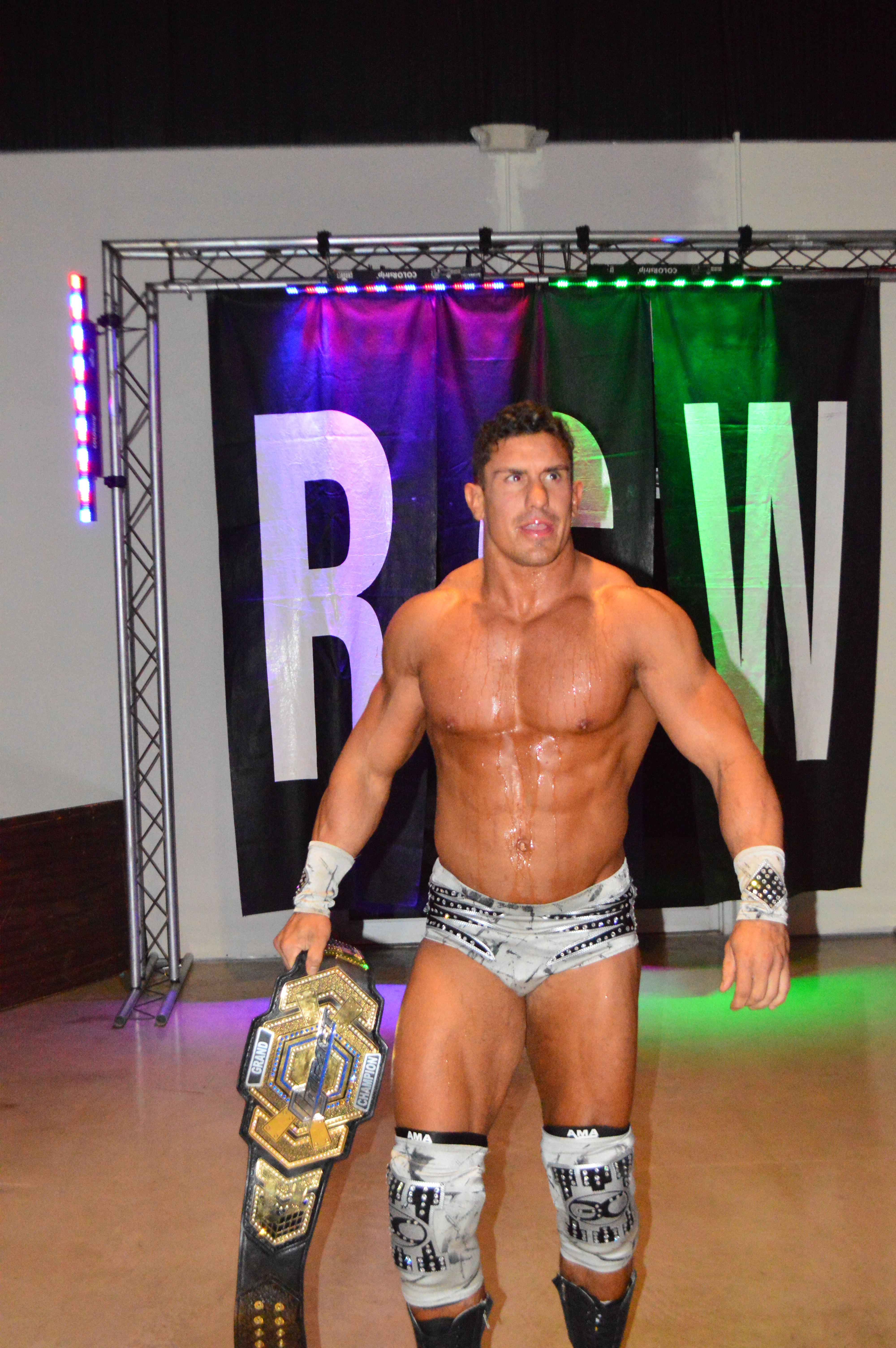
Carter en tant que Impact Grand Champion en Septembre 2017

Le 20 avril à Impact Wrestling, il effectue un Heel Turn en cassant une bouteille de bière sur la tête de James Storm pour lui coûter le World Heavyweight Championship.
Lors de Slammiversary, il bat James Storm dans un Strap Match.
Lors de l'Impact Wrestling du 3 août, il bat Moose par décision partagée et remporte le Impact Grand Championship.
Lors de Impact du 25 janvier 2018, il perd son titre contre Matt Sydal.
Le 15 mars à Impact, il décroche une des 4 mallettes lors du Feast or Fired match tout comme Moose, Eli Drake et Petey Williams, ce match incluait également KM, Tyrus, the Cult of Lee, Roht Raiju, Idris Abraham et Taiji Ishimori. Le 22 mars à Impact, il ouvre sa mallette et découvre qu'il est viré de Impact, il attaquera JB avec sa mallette avant de se faire mettre K.O par Brian Cage.

### WrestleCircus (2016-2017)
Lors de WC The Opening Act, le show inaugural de la WrestleCircus, il bat Colt Cabana, Lance Hoyt et Ray Rowe dans un Four Way Elimination Match et devient le premier WC Ringmaster Champion,.
Lors de WC The Greatest Show On Earth, il conserve le titre contre Pentagón Jr. grâce à l'intervention de George "The Trashman" Gatton,.

### Retour à la World Wrestling Entertainment (2018-2020)

#### NXT (2018-2019)
Après avoir quitté Impact Wrestling il a fait son retour à la WWE le 27 janvier 2018 lors de NXT Takeover :Philadelphia sous le nom de EC3 lors de la présentation des nouveaux lutteurs de la WWE.
Il dispute son premier combat le 8 mars lors d'un Live Event de NXT en battant Kassius Ohno.
Le 7 avril à NXT Takeover: New Orleans, il perd un 6-Man Ladder Match impliquant Killian Dain, Lars Sullivan, The Velveteen Dream, Ricochet et le vainqueur et nouveau NXT North American Champion Adam Cole.
Le 18 août lors de NXT Takeover Brooklyn 4, il perd contre The Velveteen Dream.
Le 26 septembre à NXT, il attaque Lars Sullivan confirmant son Face Turn.

#### RAW et départ (2019-2020)
Le 17 décembre 2018, une vidéo fut diffusée annonçant l'arrivée de EC3 dans le roster principal. Lors de l'épisode de Main Event du 10 janvier 2019 (enregistré le 7 janvier), il y fait ses débuts en battant Curt Hawkins.
Le 15 avril, lors du Superstar Shake-Up, EC3 rejoint officiellement Raw.
Le 30 septembre 2019, il dispute ce qui sera son dernier match à la WWE en perdant avec Eric Young contre la Lucha House Party lors d'un enregistrement de Main Event.
Le 15 avril 2020, la World Wrestling Entertainment annonce son licenciement en raison des restrictions d'effectif dues à la crise de COVID-19 dans le monde.

### Retour sur le circuit indépendant (2020-...)
Il fait son retour sur le circuit indépendant le 28 août 2020 lors de l'Independant Wrestling Expo en battant Black Taurus. Le 4 septembre lors d'un événement de l'ARW, il bat Chico Adams. Le 3 octobre lors de BLP Turbo Graps, il bat Travis Titan.
Le 12 novembre lors de NPU Body Count Battle, il bat Atticus Cogar.

### Retour à Impact Wrestling (2020)

#### Retour et rivalité avec Moose (2020)
Le 18 juillet 2020, EC3 effectua son retour à Slammiversary en apparaissant à la fin du PPV sur l'écran géant.
Lors de Bound for Glory le 24 octobre, il perd contre Moose.

### Ring of Honor (2020-2021)

#### Débuts et Rivalité avec Jay Briscoe (2020-2021)
Le 19 octobre, EC3 fait une apparition à la Ring of Honor, défiant les plus grands noms de la fédération avant d'avoir d'avoir une altercation verbale avec Shane Taylor en coulisse.
Le 30 octobre, EC3 perd avec les Briscoe Brothers contre The Shane Taylor Promotions lors de son premier match à la ROH.
Le 25 février 2021, il signe officiellement un contrat avec la Ring of Honor.

### National Wrestling Alliance (2022-...)
Le 10 août 2022, la NWA annonce qu'il fera ses débuts lors de NWA 74 contre Mims.
Le 27 août 2023, il remporte le championnat du monde poids-lourd de la NWA face à Tyrus. Il perd le championnat face à Thom Latimer le 31 août 2024 lors de NWA 76.

## Palmarès
- Absolute intense Wrestling

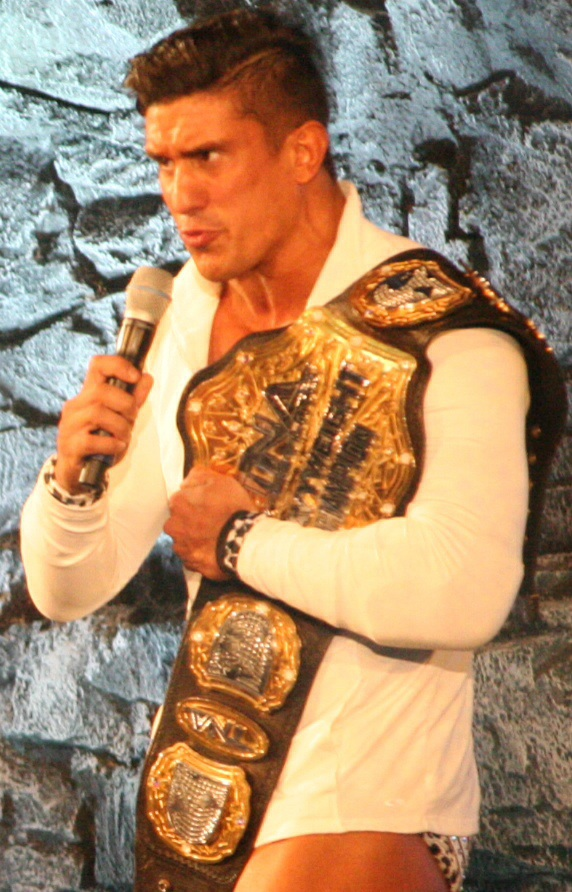
Ethan Carter III en tant que TNA World Heavyweight Champion.

  - 1 fois AIW Absolute Wrestling Champion
- Atomic Revolutionary Wrestling
  - 1 fois ARW Heavyweight Champion
- Firestorm pro Wrestling
  - 1 fois Firestorm Pro Heavyweight Champion
- Florida Championship Wrestling
  - 1 fois FCW Florida Tag Team Champion avec Johnny Curtis
- House of Glory
  - 1 fois HOG Heavyweight Championship[56]
- National Wrestling Alliance
  - 1 fois NWA World Heavyweight Champion
  - 1 fois NWA National Heavyweight Champion
- Total Nonstop Action Wrestling / Global Force Wrestling
  - 2 fois TNA World Heavyweight Champion
  - 1 fois Impact Grand Champion
  - Feast Or Fired (2013 – TNA World Tag Team Championship)
  - Feast Or Fired (2018 - Pink Slip)
  - TNA Joker's Wild (2014)
  - TNA World Title Series (2015)
  - Bound for Glory Playoffs (2016)
- WrestleCircus
  - 1 fois WC Ringmaster Championship[57]
- World Wrestling Entertainment
  - 4 fois WWE 24/7 Championship

## Récompenses des magazines
- Pro Wrestling Illustrated

| Année | 2010 | 2011 | 2012 | 2013       | 2014 | 2015 | 2016 | 2017 | 2018 | 2019 | 2020       | 2021 | 2022 | 2023 | 2024 |
| ----- | ---- | ---- | ---- | ---------- | ---- | ---- | ---- | ---- | ---- | ---- | ---------- | ---- | ---- | ---- | ---- |
| Rang  | 380  | 213  | 140  | Non classé | 50   | 30   | 20   | 36   | 83   | 225  | Non classé | 141  | 342  | 209  | 40   |

- Wrestling Observer Newsletter

| # | Résultat | Adversaire                                                          | Évènement                 | Date         | Durée | Lieu                           | Notes                                                   |
| - | -------- | ------------------------------------------------------------------- | ------------------------- | ------------ | ----- | ------------------------------ | ------------------------------------------------------- |
| 1 | Défaite  | Adam Cole, Killian Dain, Velveteen Dream, Ricochet et Lars Sullivan | NXT Takeover: New Orleans | 7 avril 2018 | 31:24 | La Nouvelle-Orléans, Louisiane | Le titre de NXT North American Championship est en jeu. |

## Autres médias
Hutter a fait ses débuts dans le cinéma en jouant un petit rôle de fond dans le film d'horreur de Ti West, The House of the Devil, sorti en 2009.